# Society for American Baseball Research
La Society for American Baseball Research (SABR), fondée en août 1971, est une société historique ayant pour objet l'étude du baseball. L'acronyme SABR a servi de base à la création du terme sabermetrics, qui signifie utilisation d'outils statistiques pour étudier objectivement le baseball.
Basée à Cleveland (Ohio), la SABR possède des chapitres régionaux couvrant l'ensemble des États-Unis et même des extensions au Royaume-Uni, au Canada et au Japon. La convention nationale 2008 se tient à Cleveland ; celle de 2009 a pour cadre Washington (district de Columbia).
En 2002, la SABR a lancé un projet visant à rédiger des biographies complètes de tous les joueurs ayant évolué en ligue majeure. La rédaction de ses biographies est exclusivement confiée à des membres de la SABR.
La SABR distribue également des prix afin d'encourager la recherche et notamment la médaille Harold Seymour attribuée chaque année depuis 1992 au meilleur ouvrage historique traitant de baseball.